# آموری واسلی
آموری واسلی (به فرانسوی: Amaury Vassili) (زاده ۸ ژوئن ۱۹۸۹) خواننده فرانسوی است.
او در مسابقه آواز یوروویژن ۲۰۱۱ نماینده فرانسه بود.